# ISSF世界射撃選手権
ISSF世界射撃選手権（ISSF World Shooting Championships）は国際射撃連盟が4年に1度開催される射撃の国際大会である。

## 概要
ISSF世界選手権は第1回アテネ五輪翌年の1897年にフランスのリヨンではじめて行われ、2度の世界大戦争の中断を除き、1930年まで毎年、1931年から1949年まで2年ごとに開催されていた。現在は夏季五輪の中間年に開催されている。
またクレー射撃も別途開催され、こちらは隔年ごとに開催されている。

## 開催地一覧
- 1897年：リヨン （ フランス）
- 1898年：トリノ （ イタリア王国）
- 1899年：ロープスドゥイネン（現在のデン・ハーグ）（ オランダ）
- 1900年：パリ（ フランス）
- 1901年：ルツェルン（ スイス）
- 1902年：ローマ （ イタリア王国）
- 1903年：ブエノスアイレス（ アルゼンチン）
- 1904年：リヨン （ フランス）
- 1905年：ブリュッセル（ ベルギー）
- 1906年：ミラノ （ イタリア王国）
- 1907年：チューリッヒ（ スイス）
- 1908年：ウィーン（ オーストリア＝ハンガリー帝国）
- 1909年：ハンブルク（ ドイツ帝国）
- 1910年：ロープスドゥイネン（現在のデン・ハーグ）（ オランダ）
- 1911年：ローマ （ イタリア王国）
- 1912年：バイヨンヌ - ビアリッツ（ フランス）
- 1913年：キャンプ・ペリー（ アメリカ合衆国）
- 1914年：ヴィボー（ デンマーク）
- 1921年：リヨン （ フランス）
- 1922年：ミラノ （ イタリア王国）
- 1923年：キャンプ・ペリー（ アメリカ合衆国）
- 1924年：ランス （ フランス）
- 1925年：サンクトガレン（ スイス）
- 1927年：ローマ （ イタリア王国）
- 1929年：ストックホルム（ スウェーデン）
- 1930年：アントウェルペン（ ベルギー）/ローマ （ イタリア王国）
- 1931年：リヴィウ（ ポーランド）
- 1933年：グラナダ（ スペイン）/ウィーン（ オーストリア）
- 1935年：ローマ （ イタリア王国）/ブリュッセル（ ベルギー）
- 1937年：ヘルシンキ（ フィンランド）/ベルリン（ ドイツ国）
- 1947年：ストックホルム（ スウェーデン）
- 1949年：ブエノスアイレス（ アルゼンチン）
- 1952年：オスロ（ ノルウェー）
- 1954年：カラカス（ ベネズエラ）
- 1958年：モスクワ（ ソビエト連邦）
- 1962年：カイロ（ エジプト）
- 1966年：ヴィースバーデン（ 西ドイツ）
- 1970年：フェニックス （  アメリカ合衆国 ）
- 1974年：ベルン・トゥーン （  スイス ）
- 1978年：ソウル特別市 （  韓国 ）
- 1982年：カラカス （  ベネズエラ ）
- 1986年：ズール （  東ドイツ ）
- 1990年：モスクワ （  ソビエト連邦 ）
- 1994年：ミラノ・トルメッゾ （ イタリア）
- 1998年：バルセロナ・サラゴサ （  スペイン）
- 2002年：ラハティ （ フィンランド）
- 2006年：ザグレブ （ クロアチア）
- 2010年：ミュンヘン （ ドイツ）
- 2014年：グラナダ （ スペイン）
- 2018年：昌原市 （ 韓国）
- 2022年：カイロ （ エジプト）
- 2023年：バクー（ アゼルバイジャン）
- 2025年：カイロ（ エジプト）（予定）